# Autographa camptosema
Autographa camptosema là một loài bướm đêm trong họ Noctuidae.